# Zaslawie
Zaslawie (en biélorusse : Заслаўе ; en łacinka : Zaslaŭje) ou Zaslavl (en russe : Заславль) est une ville de la voblast de Minsk, en Biélorussie. Sa population s'élevait à 14 699 habitants en 2014.

## Géographie
Zaslawie est située à 23 km au nord-ouest de Minsk, dont elle est séparée par le réservoir de Zaslawie (ru), sur la Svislotch, un affluent de la Bérézina.

## Histoire
Zaslawie aurait été fondée en 985 par Vladimir le Grand, qui envoya son épouse Rogneda y vivre avec leur fils Iziaslav de Polatsk (en), le fondateur de la Maison princière de Polatsk. Le nom actuel de la ville dérive de celui d'Izyaslav. Au début du Moyen Âge, la ville était le centre du duché de Zaslawie. Elle fut fortifiée au XIe siècle.
Les édifices remarquables de Zaslawie comprennent l'église de la Transfiguration du Sauveur, construite à partir de 1577 et encore bien préservée, et l'église catholique romaine de la Nativité de Marie, une construction dotée d'un clocher qui remonte aux années 1774-1799.
En novembre 1917, un soviet de délégués d'ouvriers et de soldats établit le pouvoir soviétique à Zaslawie, qui repassa temporairement sous administration polonaise en 1919-1920. En 1921, à la suite du traité de Riga, Zaslawie redevint soviétique et fut élevé en 1924 au statut de centre administratif du raïon de Zaslawie, dans l'okroug de Minsk de la république socialiste soviétique de Biélorussie. En 1930, après la suppression des okrougs, le raïon fut placé sous l'autorité directe de l'administration centrale de la RSS de Biélorussie, puis en 1938 rattaché à la nouvelle oblast de Minsk. Pendant la Seconde Guerre mondiale, Zaslawie fut occupée par l'Allemagne nazie du 28 juin 1941 au 4 juillet 1944.
En 1939, la communauté juive représente 9 % de la population totale de la ville. Au cours de l'occupation allemande, en 1941, les juifs sont enfermés dans un ghetto. En septembre puis octobre 1941, ils seront massacrés sur place dans ce qu'on appellera la Shoah par balles.
En 1959, Zaslawie perdit sa fonction de centre administratif de raïon, le territoire du raïon de Zaslawie étant rattaché à celui de Minsk. Zaslawie a le statut de ville depuis le 14 août 1985.

## Population
Recensements (*) ou estimations de la population :
| 1904  | 1923* | 1926* | 1959* | 1970* | 1979* |
| ----- | ----- | ----- | ----- | ----- | ----- |
| 3 000 | 1 342 | 1 478 | 5 841 | 4 399 | 8 437 |

| 1989*  | 1999*  | 2009*  | 2012   | 2013   | 2014   |
| ------ | ------ | ------ | ------ | ------ | ------ |
| 10 438 | 13 100 | 14 202 | 14 374 | 14 551 | 14 699 |

## Personnalités liées
- Tsimafei Dranchuk, homme politique y est né en 1981

## Galerie
|  |  |